# SMASHING ANTHEMS
『SMASHING ANTHEMS』（スマッシング アンセムズ）は、水樹奈々の11枚目のオリジナルアルバム。2015年11月11日にキングレコードから発売された。

## 概要
前作『SUPERNAL LIBERTY』から約1年7ヶ月ぶりのリリースとなるオリジナルアルバム。
販売形態はCD+Blu-ray（KICS-93297）、CD+DVD（KICS-93298）、通常盤（KICS-3297）の3種類で、Blu-rayおよびDVDには2002年から2005年に行われた水樹の未公開ライブの映像が収録されている。
限定盤のフォトブックの撮影は神戸市（垂水漁港、うろこの家・うろこ美術館、旧シャープ住宅、神戸ファッション美術館、六甲ケーブル）・西宮市（阪神甲子園球場、新西宮ヨットハーバー）で行われた。

## 収録内容
CD 
1. Glorious Break
  - 作詞：しほり、作曲：上松範康（Elements Garden）、編曲：藤間仁（Elements Garden）
  - TVアニメ『戦姫絶唱シンフォギアGX』挿入歌。制作に当たっては「Exterminate」がアンサーソングになるよう、対をなして制作されている[5]。
2. Never Let Go
  - 作詞：松井五郎、作曲・編曲：山﨑佳祐
3. SUPER☆MAN
  - 作詞・作曲：Kon-K、編曲：陶山隼
  - TBS『東京EXTRA』2015年11月・2016年1月度テーマソング
4. Angel Blossom
  - 作詞：水樹奈々、作曲：光増ハジメ、編曲：EFFY
  - TVアニメ『魔法少女リリカルなのはViVid』オープニングテーマ
5. BRACELET
  - 作詞：藤林聖子、作曲：伊藤寛之、編曲：南田健吾
6. レイジーシンドローム
  - 作詞・作曲：ヨシダタクミ、編曲 : 藤間仁（Elements Garden）
  - TOKYO FM『水樹奈々のMの世界』エンディングテーマ
7. コイウタ。
  - 作詞：しほり、作曲：中野ゆう、編曲：中西亮輔
  - TOKYO FM『水樹奈々のMの世界』エンディングテーマ
8. 禁断のレジスタンス -Extended Mix-
  - 作詞：水樹奈々、作曲・編曲：加藤裕介
  - TVアニメ『クロスアンジュ 天使と竜の輪舞』オープニングテーマのアレンジバージョン。シングル盤に無かったストリングズ音源がイントロに追加されている。[6]
9. The NEW STAR
  - 作詞：板橋カナオ、作曲・編曲：木村篤史
10. Clutch!!
  - 作詞：平朋崇、作曲・編曲：光増ハジメ
11. 熱情のマリア
  - 作詞：水樹奈々、作曲・編曲：加藤裕介
12. エゴアイディール
  - 作詞・作曲：水樹奈々、編曲：藤間仁（Elements Garden）
13. エデン
  - 作詞：水樹奈々、作曲：藤森真一（藍坊主）、編曲：藤間仁（Elements Garden）
  - 日本テレビ系列『スッキリ!!』2015年1月度テーマソング、『animelo mix』TVCMソング
14. アンビバレンス
  - 作詞：中村僚、作曲：中村僚・中村友、編曲：中村友
15. Exterminate
  - 作詞：水樹奈々、作曲：上松範康（Elements Garden）、編曲：藤間仁（Elements Garden）
  - TVアニメ『戦姫絶唱シンフォギアGX』オープニングテーマ

Blu-ray/DVD（初回限定盤のみ）
- 未公開ライブ映像集
  - LIVE ATTRACTION 2002 at 東京国際フォーラム ホールC
    - アノネ ~まみむめ☆もがちょ~
    - LOVE & HISTORY

  - LIVE SENSATION 2003 at 渋谷公会堂
    - テルミドール
    - PROTECTION

  - LIVE SPARK 2004 -summer- at Zepp Tokyo
    - NANA色のように
    - BE READY!

  - LIVE ROCKET 2005 ~summer~ at パシフィコ横浜国立大ホール
    - そよ風に吹かれて...
    - 「好き!」

  - オーディオコメンタリー
- 「SMASHING ANTHEMS」 PHOTO SHOOTING